# Złote Tarasy
Złote Tarasy (en français : Les Terrasses d’Or) est un complexe de commerces, de bureaux et de divertissements de plus de 200 000 m2 situé dans le quartier de Śródmieście à Varsovie (Pologne). Ouvert au public le 7 février 2007, il comprend 250 magasins et restaurants (sur 63 500 m2), un hôtel, un cinéma multiplex (8 salles, 2 560 places au total) et un parking souterrain de 1 400 places. Une verrière de 10 500 m2 couvre le hall central, au sein duquel peuvent être organisés différents évènements.
La construction du bâtiment a coûté environ 500 millions de dollars américains. L’opération a été financée par une coentreprise fondée par ING Real Estate et la mairie d’arrondissement de Śródmieście.

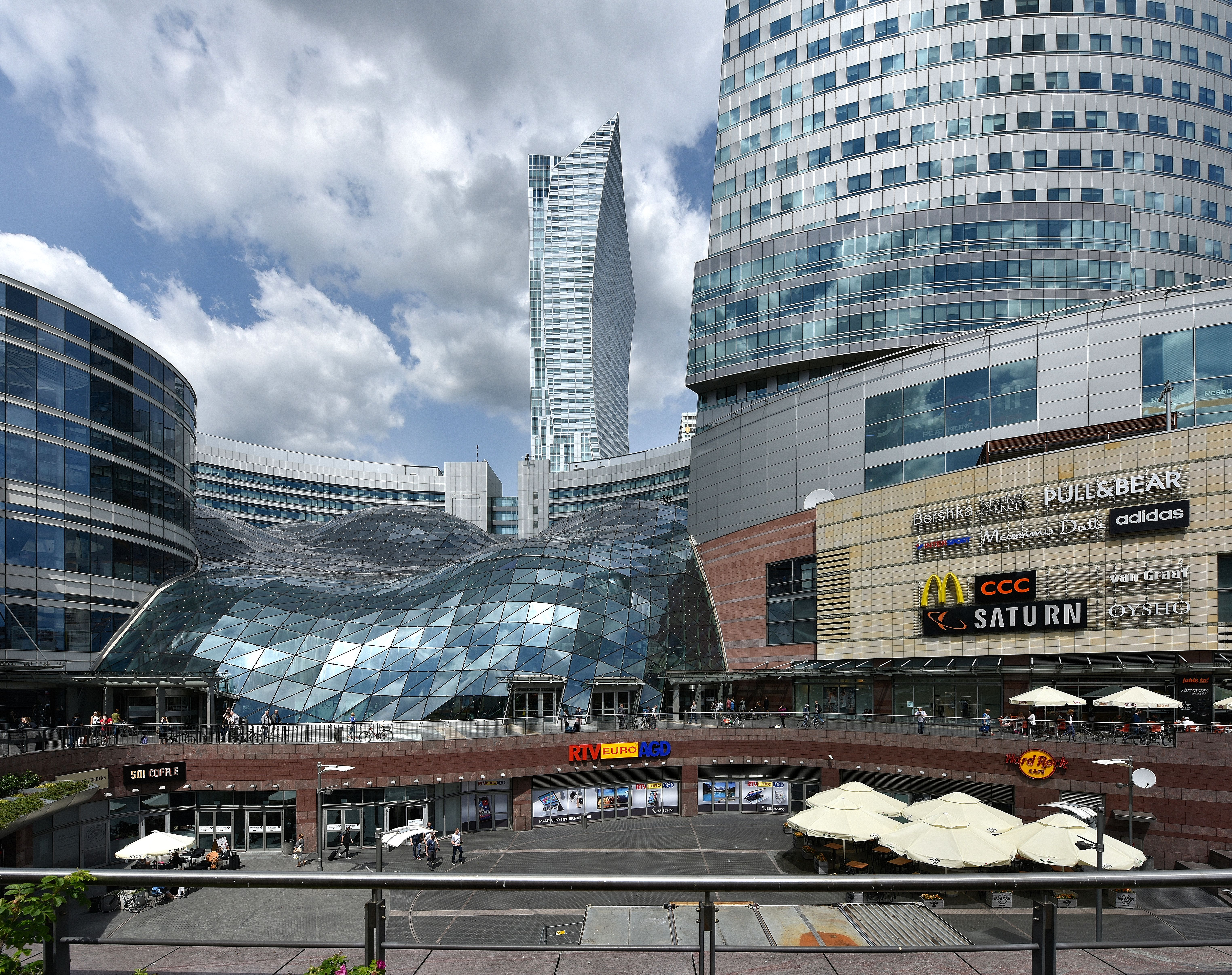
Aspect extérieur
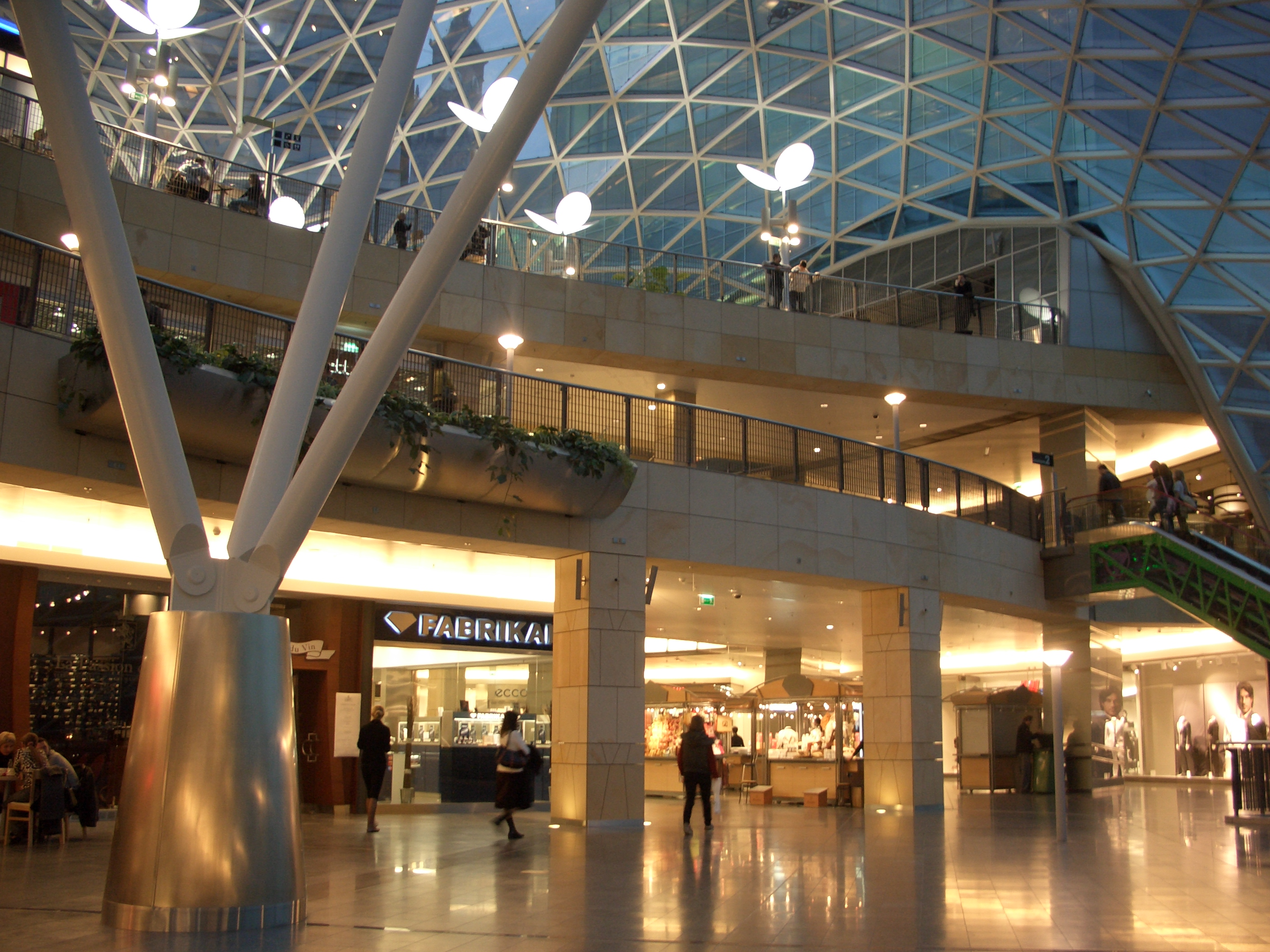
Aspect intérieur